# Недзьведзь (Західнопоморське воєводство)
Недзьведзь (пол. Niedźwiedź, нім. Barenbruch) — село в Польщі, у гміні Кобилянка Старгардського повіту Західнопоморського воєводства.
Населення — 364 особи (2011).
У 1975-1998 роках село належало до Щецинського воєводства.

## Демографія
Демографічна структура станом на 31 березня 2011 року:
|          | Загалом | Допрацездатний вік | Працездатний вік | Постпрацездатний вік |
| -------- | ------- | ------------------ | ---------------- | -------------------- |
| Чоловіки | 185     | 38                 | 133              | 14                   |
| Жінки    | 179     | 41                 | 108              | 30                   |
| Разом    | 364     | 79                 | 241              | 44                   |